# Vincenzo Fabrizi
Vincenzo Fabrizi (Nàpols, 1764 - ?, 1812 aprox.) fou un compositor italià.

## Biografia
Poc se sap sobre la vida de Fabrizi, potser a causa dels seus molts viatges realitzats per Itàlia i Europa. Va estudiar sota la direcció de Giacomo Tritto, i el 1783 a Nàpols, a l'edat de 19 anys, va posar en escena el seu primer treball, l'intermezzo I tre gobbi rivali. El 1786 va ser nomenat mestre de capella de la Universitat de Roma i més tard, de nou a la mateixa ciutat, es va convertir en director del Teatre Capranica. Després d'uns tres anys va començar a viatjar cap als centres d'Europa per representar a la seva feina: va ser a Dresden, a Lisboa, Londres i Madrid. Se'n coneixen una quinzena d'obres còmiques, escrites principalment en els anys compresos entre 1783 i 1788. Com Wolfgang Amadeus Mozart i Giuseppe Gazzaniga, també va compondre una versió de Don Giovanni, representada com Il convitato di pietra el 1787 a Roma.

## Òperes
- I tre gobbi rivali (intermezzo, llibret de Carlo Goldoni, 1783, Nàpols)
- La ncessità non ha legge (opera buffa, 1784, Bolonya)
- I due castellani burlati (opera buffa, llibret de Filippo Livigni, 1785, Bolonya)
- La sposa invisibile (intermezzo, 1786, Roma)
- La contessa di Novara (opera buffa, llibret de Giovanni Bertati, 1786, Venècia)
- L'amore per interesse (opera buffa, llibret de Giovanni Bertati, 1786, Pàdua)
- Chi la fa l'aspetti ossia I puntigli di gelosia (opera buffa, llibret de Filippo Livigni, 1786, Florència)
- La nobiltà villana (opera buffa, 1787, Roma)
- Gli amanti trappolieri (opera buffa, llibret de Giuseppe Palomba, 1787, Nàpols)
- Il convitato di pietra ossia il Don Giovanni (opera buffa, llibret de Giovanni Battista Lorenzi, 1787, Roma)
- Il viaggiatore sfortunato in amore (dramma giocoso, llibret de Bellani, 1787, Roma)
- Il caffè di Barcellona (opera buffa, 1788, Barcelona)
- Il Colombo e La scoperata delle Indie (farsa per musica, 1788, Roma)
- L'incontro per accidente ossia Il maestro di cappella (opera buffa, llibret de Giovanni Maria Diodati, 1788, Nàpols)
- Impresario in rovina (dramma giocoso, llibret d'Antonio Piazza, 1797, Casale)